# Liste der Gewässer im Flusssystem der Pfinz
Die Liste der Gewässer im Flusssystem der Pfinz umfasst die direkten und indirekten Zuflüsse der Pfinz, eines etwa 54 km langen Flusses im Enzkreis, im Landkreis Karlsruhe, in der kreisfreien Stadt Karlsruhe und dann wieder im Landkreis, alle im westlichen Baden-Württemberg. Die Pfinz entspringt am Nordrand des Schwarzwaldes, durchfließt den Süden des Kraichgaus und tritt bei Karlsruhe-Grötzingen in die Oberrheinische Tiefebene ein. Zum Teil in verschiedene Flussarme aufgespalten und durch menschliche Eingriffe stark verändert, fließt die Pfinz durch die Rheinebene und mündet bei Dettenheim-Rußheim in den Rheinniederungskanal. Es gibt unterschiedliche Definitionen des unteren Pfinzlaufes in der Rheinebene; die dieser Liste zugrunde liegende richtet sich nach den Beschriftungen der Gewässerläufe auf der Topographischen Karte.

## Übersicht
Tabelle der Pfinz-Zuflüsse mit einem Einzugsgebiet über 7 km², der Abzweige, die einen erheblichen Teil des Abflusses aufnehmen können, und der  Pfinz selbst. Mit Namen, Fließgewässerkennzahl (GKZ), Mündungsseite, Stationierung der Zuflussstelle (von der Mündung der Pfinz selbst aufwärts gerechnet), Länge und Einzugsgebiet (EZG) nach den Daten der amtlichen Gewässerkarte. Orte und Höhen nach der amtlichen topographischen Karte.
Nachweise für diesen Übersichts-Abschnitt finden sich in der darauffolgenden → Hierarchische Liste der Zuflüsse und Seen oder in den schon bestehenden Einzelartikeln. Die Onlinekarte (mit topographischem Hintergrundlayer und Gewässerlayern), zu der ein Link zu Beginn der → Einzelnachweisen ganz unten führt, zeigt ein Gesamtbild des Einzugsgebietes.
| Name                   | GKZ      | Seite  | Stat. m | Länge km | EZG km²   | Mündung Ort                     | m ü. NHN | Ursprung Ort                      | m ü. NHN |
| ---------------------- | -------- | ------ | ------- | -------- | --------- | ------------------------------- | -------- | --------------------------------- | -------- |
| Feldrennacher Bach     | 2376-114 | rechts | 51.395  | ca. 03,1 | ca. 07,2  | ⊙ nach Karlsbad-Ittersbach      | 265      | ⊙ bei Straubenhardt-Conweiler     | 380      |
| Krähenbach             | 2376-116 | rechts | 48.227  | ca. 04,8 | ca. 07,0  | ⊙ in Keltern-Weiler             | 208      | ⊙ bei Straubenhardt-Schwann       | 405      |
| Arnbach                | 2376-12  | rechts | 45.420  | ca. 06,4 | ca. 30,3  | ⊙ vor Keltern-Dietenhausen      | 178      | ⊙ in Neuenbürg-Arnbach            | 303      |
| Auerbach               | 2376-14  | links  | 42.674  | ca. 08,3 | ca. 11,5  | ⊙ in Remchingen-Nöttingen       | 168      | ⊙ bei Karlsbad-Im Stockmädle      | 319      |
| Rannbach               | 2376-192 | rechts | 42.069  | ca. 03,7 | ca. 08,2  | ⊙ Ortsende Remchingen-Nöttingen | 162      | ⊙ Rannwald bei Keltern-Dietlingen | 252      |
| Kämpfelbach            | 2376-2   | rechts | 39.126  | ca. 11,3 | ca. 73,2  | ⊙ in Remchingen-Singen          | 152      | ⊙ in Kämpfelbach                  | 263      |
| Bocksbach              | 2376-4   | links  | 37.501  | ca. 14,4 | ca. 31,3  | ⊙ in Pfinztal-Kleinsteinbach    | 148      | ⊙ bei Karlsbad-Ittersbach         | 352      |
| Pfinz-Entlastungskanal | 237512   | rechts | 29.070  | ca. 15,6 | ca. 10,7  | ⊙ bei Eggenstein-Leopoldshafen  | 102      | ⊙ in Karlsruhe-Grötzingen         | 120      |
| Heglach                | 2376     | links  | 20.722  | ca. 12,9 | ca. –     | ⊙ in Graben-Neudorf             | 107      | ⊙ bei Stutensee-Blankenloch       | 113      |
| Alte Bach              | 2375624  | links  | 17.337  | ca. 18,2 | ca. 15,9  | ⊙ beim Schloss Stutensee        | 111      | ⊙ bei Karlsruhe-Grünwettersbach   | 264      |
| Walzbach               | 2375626  | rechts | 12.964  | ca. 20,6 | ca. 55,8  | ⊙ bei Neuthard                  | 110      | ⊙ bei Walzbachtal-Wössingen       | 225      |
| Pfinzkanal             | 237562   | rechts | 11.654  | ca. 02,4 | ca. –     | ⊙ bei Karlsdorf                 | 109      | ⊙ bei Neuthard                    | 109      |
| Heglach                | 2376     | links  | 7.331   | ca. 12,9 | ca. –     | ⊙ in Graben-Neudorf             | 107      | ⊙ bei Stutensee-Blankenloch       | 113      |
| Pfinz                  | 2376     | –      | 0.000   | ca. 54,4 | ca. 387,5 | ⊙ bei Dettenheim-Rußheim        | 98       | ⊙ bei Straubenhardt-Langenalb     | 360      |

## Hierarchische Liste der Zuflüsse und Seen
Hierarchische Liste der Zuflüsse und  Seen von der Quelle zur Mündung. In der Oberrheinischen Tiefebene Auswahl von Zuflüssen; aufgeführt sind vor allem Gewässer, die in den 1990er Jahren regelmäßig Wasser führten.
Gewässerlänge, Seefläche, Einzugsgebiet und Höhe nach den entsprechenden Layern auf der Onlinekarte der LUBW. Andere Quellen für die Angaben sind vermerkt.

### Schwarzwald und Kraichgau
Ursprung der Pfinz im großen Naturschutzgebiet Pfinzquellen auf etwa 360 m ü. NHN etwa 200 Meter nördlich der Ortsgrenze von Straubenhardt-Langenalb im Langmat wenig östlich eines Anwesens am Ettlinger Weg. Die Pfinz fließt zunächst nordnordöstlich und durchzieht dabei eine von Nasswiesen erfüllte Mulde westlich von Straubenhardt-Pfinzweiler.
- (Quellast aus den Mistwiesen), von links und Südwesten auf etwa 315 m ü. NHN zwischen Pfinzweiler im Südosten und Karlsbad-Ittersbach im Nordwesten, 0,9 km und 1,9 km². Entsteht auf etwa 350 m ü. NHN am Ettlinger Weg (L 622).
Der in der freien Flur laufende Hauptast bis zu diesem Zufluss ist schon 1,9 km lang, hat aber erst ein 1,3 km² großes Teileinzugsgebiet; diesen Ast und in der Folge die Pfinz begleitet ein Talwald.
  - (Ast vom Waldrand), von links und Westen auf etwa 328 m ü. NHN im Tränk südlich von Ittersbach, ca. 0,5 km[LUBW 5] und ca. 0,6 km².[LUBW 6] Entsteht auf etwa 350 m ü. NHN am Westrand der Mistwiesen zum Wald.
Schon zuvor laufen im Wald der Tallinie in den Mistwiesen wenigstens zwei andere kurze Quellabflüsse zu, die aber stätestens am Rand zur Flur enden.
- Wenige Schritte nach dem Zufluss aus den Mistwiesen mündet ein sehr kurzer Quellabfluss von einer auf der topographischen Karte mit Pfinzquelle beschrifteten Quelle auf der Ittersbacher Seite des Talwaldgürtels.
- Feldrennacher Bach, von rechts und Ostsüdosten auf etwa 265 m ü. NHN östlich von Ittersbach vor der Kläranlage, 3,1 km und 7,2 km². Entsteht auf etwa 380 m ü. NHN in Straubenhardt-Conweiler am Westende der Lindenstraße nahe dem Dreigötterstein.
Der offizielle Hauptast ist bis zu diesem Zufluss ist schon 3,5 km lang, hat aber erst ein 5,5 km² großes Teileinzugsgebiet.
  - Steigbrunnenbach, von links und Südsüdwesten auf etwa 306 m ü. NHN nach dem Nordrand von Straubenhardt-Feldrennach, 1,7 km und ca. 1,4 km².[LUBW 6] Entsteht auf etwa 382 m ü. NHN an der K 4572 zwischen der Gewerbezone von Conweiler und den Sportplätzen von Pfinzweiler.
- Passiert auf Höhen um 245 m ü. NHN nacheinander drei Teiche am linken Ufer nach und gegenüber von Straubenhardt-Hochmühle, zusammen 0,9 ha.
- Krähenbach, Oberlaufname Kühbach in der Gemeinde Straubenhardt, von rechts und Süden auf etwa 208 m ü. NHN in Keltern-Weiler, 4,8 km und 7,0 km². Entsteht auf etwa 405 m ü. NHN am nördlichen Ortsrand von Straubenhardt-Schwann.
  - Durchfließt auf etwa 380 m ü. NHN das nicht dauereingestaute Rückhaltebecken Schwann wenig nördlich von Schwann.
  - Durchfließt auf etwa 298 m ü. NHN das nicht dauereingestaute Rückhaltebecken Neue Wiesen nach dem Austritt aus dem Oberen Wald vor Ottenhausen.
- (Bach aus dem Ebersbühl), von links und Westen auf etwa 195 m ü. NHN nach Weiler, 1,0 km und 0,8 km². Entsteht unbeständig auf etwa 540 m ü. NHN oder höher unterhalb des Randes des Oberwaldes vor der Talsteige der L 562 Auerbach–Ellmendingen.

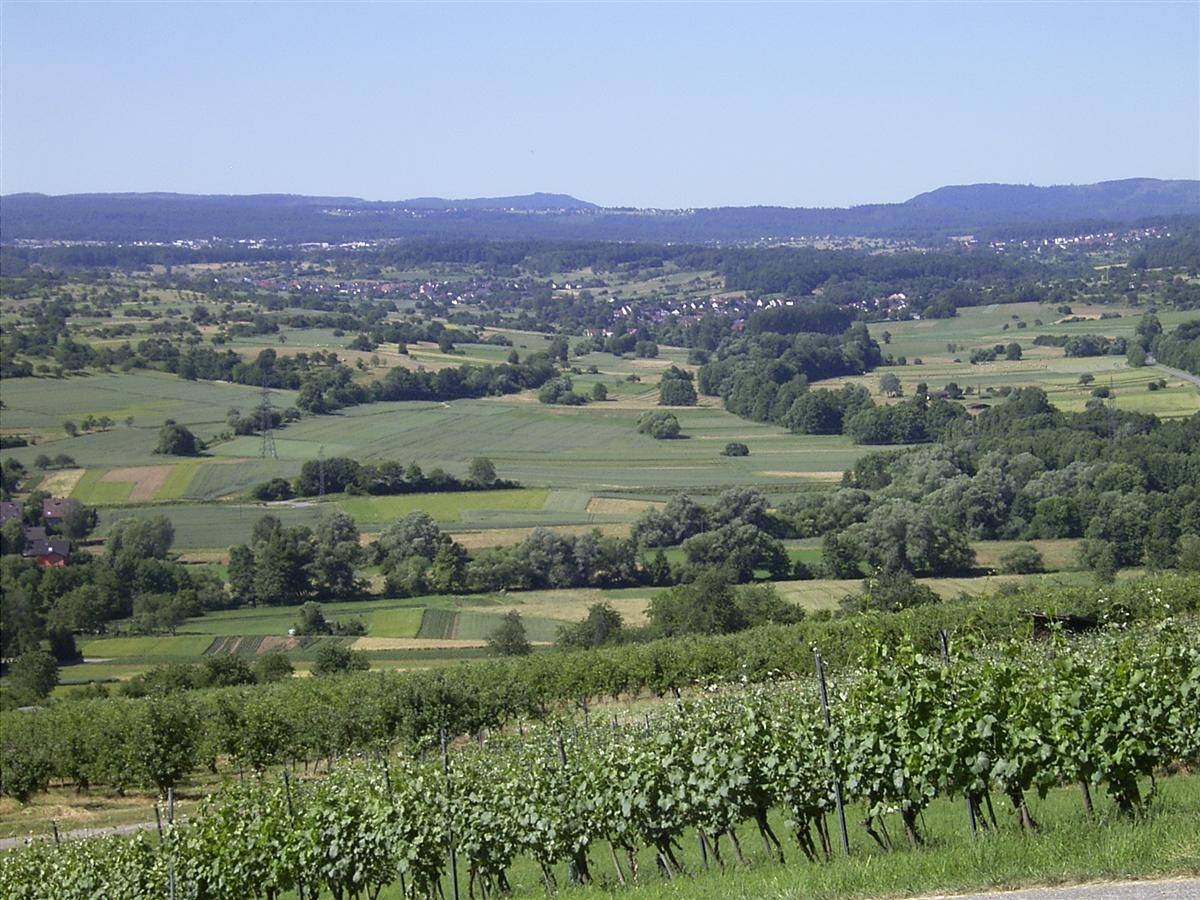
Blick von den Ellmendinger Weinbergen etwa südwärts ins obere Pfinztal. Im Vordergrund von links das Arnbachtal, oberhalb der Bildmitte Keltern-Weiler, am Horizont die Schwarzwaldberge Grenzertkopf (Mitte), Rennberg (rechts) und Mautzenberg (rechts außen).

- Arnbach, von rechts und insgesamt Süden auf etwa 178 m ü. NHN im Naturschutzgebiet Ellmendinger Roggenschleh nordwestlich von Keltern-Ellmendingen, 6,4 km und 30,4 km². Entsteht auf etwa 303 m ü. NHN im nördlichen Neuenbürg-Arnbach.
    Zuflüsse des Arnbachs siehe → Arnbach (Pfinz)#Zuflüsse und Seen

- → (Abgang des Mühlgrabens zur Dietenhäuser Mühle), nach rechts auf etwa 175 m ü. NHN gegenüber der Kläranlage von Ellmendingen.
- ← (Rücklauf des Mühlgrabens zur Dietenhäuser Mühle), von rechts auf etwa 172 m ü. NHN bei Remchingen-Dietenhäuser Mühle, 0,71 km.
- → (Abgang des Mühlgrabens nach Nöttingen), nach rechts auf etwa 172 m ü. NHN kurz nach der Dietenhäuser Mühle.
- Durchfließt auf etwa 169 m ü. NHN das nicht dauereingestaute Rückhaltebecken Nöttingen am Südrand von Remchingen-Nöttingen.

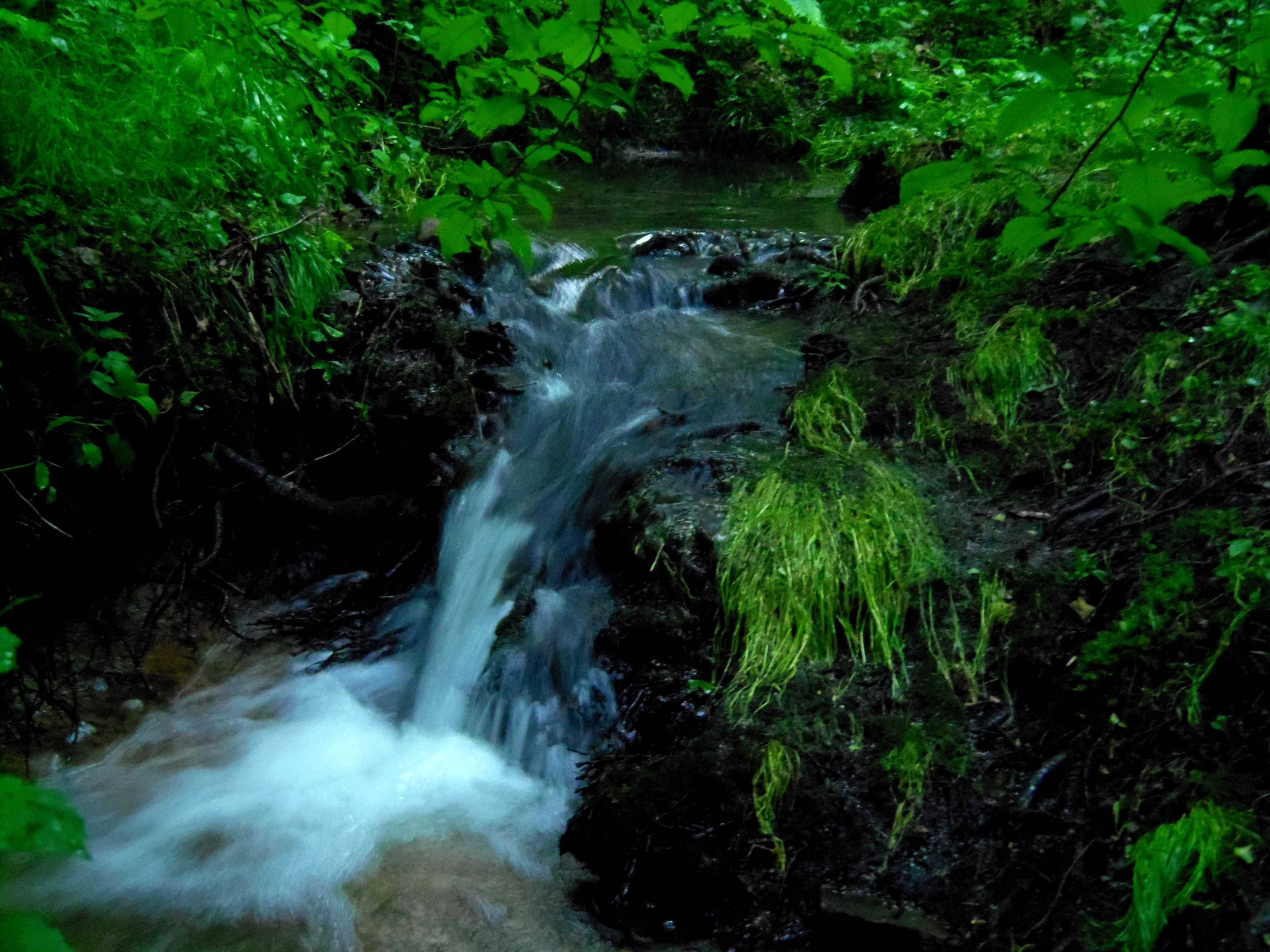
Am Oberlauf des Auerbachs

- Auerbach, von links und insgesamt Südwesten auf etwa 168 m ü. NHN am Südrand von Nöttingen, 8,3 km und 11,5 km². Entsteht auf etwa 319 m ü. NHN am Ostrand des Industriegebietes Im Stockmädle von Karlsbad-Ittersbach zum Wald.
  - (Waldbach), von links und Südwesten auf etwa 285 m ü. NHN im Waldgewann Greinerswiesen, 0,6 km und ca. 0,7 km².[LUBW 6] Entsteht auf etwa 308 m ü. NHN an einer feuchten Lichtung an der Nordseite des Industriegebietes Im Stockmädle.
  -  Passiert auf etwa 245–240 m ü. NHN wenigstens zwei Teiche links am Lauf vor und nach dem Austritt aus dem Wald in die Flur vor Auerbach, zusammen 0,2 ha.
  - Klembach, von rechts und Südosten auf etwa 228 m ü. NHN in Karlsbad-Auerbach, 0,6 km und ca. 1,0 km².[LUBW 6] Entsteht auf etwa 269 m ü. NHN nahe der L 562 Ellmendingen–Auerbach.
- ← (Rücklauf des Mühlgrabens nach Nöttingen), von rechts auf etwa 166 m ü. NHN in Remchingen-Nöttingen kurz vor der Pfinzbrücke der Ellmendinger Straße, 1,6 km.
- Rannbach, von rechts und Südosten auf etwa 162 m ü. NHN am unteren Ortsende von Nöttingen, 3,7 km und ca. 8,2 km².[LUBW 6] Entspringt auf etwa 252 m ü. NHN einer Quelle im Rannwald am Spornfuß der Platte.
  - (Anderer Quellast), von links und Südosten auf etwa 248 m ü. NHN an einem Steg über dem Hauptast, 0,5 km und ca. 0,6 km².[LUBW 6] Entspringt auf etwa 280 m ü. NHN dem Einsiedlerbrunnen im Rannwald nördlich von Dietlingen.
Der Hauptast ist hier erst etwa 0,1 km lang, hat aber ein deutlich größeres Teileinzugsgebiet.
  -  Durchfließt auf etwa 325 m ü. NHN einen Teich nach der Öffnung der Aue im Ranntal wenig vor der Großen Eiche, fast 0,2 ha.
  - (Bach aus der Neuen Neubrüch), von links und Südsüdwesten auf etwa 197 m ü. NHN im Unteren Rann, 0,8 km und ca. 1,0 km².[LUBW 6] Entsteht auf etwa 210 m ü. NHN gerade noch im Wald vor dem Flurgewann Neue Neubrüch.
- Passiert auf etwa 156 m ü. NHN den Stockmühlensee[2] und einen weiteren Teich rechts am Lauf vor dem parallelen Seebach, zusammen 0,7 ha.
- Hungerbrunnengraben, von rechts und Ostsüdosten auf etwa 155 m ü. NHN am Südrand von Wilferdingen, 2,1 km und ca. 6,2 km².[LUBW 6] Entspringt auf etwa 193 m ü. NHN wenig nordwestlich des Remchingen-Kinderheims Sperlingshof.
- Stockwiesengraben, von links und Südwesten auf etwa 155 m ü. NHN am oberen Auensiedlungsrand von Remchingen-Wilferdingen, 0,9 km und ca. 1,6 km².[LUBW 6] Entsteht auf etwa 178 m ü. NHN im Straßengraben neben der K 4535 an der Nordostspitze von Remchingen-Darmsbach.
- Seebach, von rechts und Südosten auf etwa 155 m ü. NHN in Wilferdingen an der Pfinzbrücke der Nöttinger Straße, 0,9 km.
  -  Entfließt auf etwa 160 m ü. NHN dem Ententeich[2] am rechten Rand der Pfinzaue zwischen Nöttingen und Wilferdingen, unter 0,2 ha. Das Wasser des Teichs entstammt der Seebachquelle, deren Schüttung ausreichte, um in Wilferdingen eine Mühle anzutreiben. Früherer Name der Quelle Enzbrunnen, da angenommen wurde, das Wasser entstamme dem Neckarzufluss Enz.[3]
  - Passiert zwei Teiche, darunter den Stockmühlensee, links vor der Pfinz, siehe oben, und unterquert dann den Hungerbrunnengraben, siehe oben.

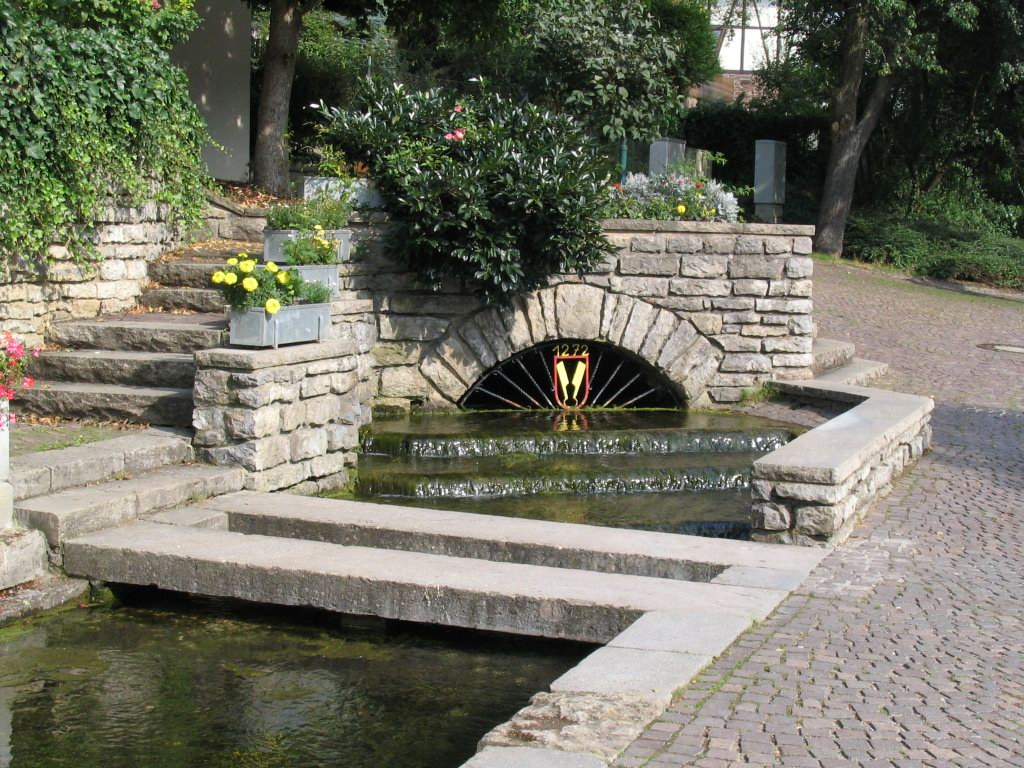
Kämpfelbachquelle in Ispringen

- Kämpfelbach, von rechts und insgesamt Südosten auf etwa 152 m ü. NHN in Remchingen-Singen, 11,3 km auf dem Namenslauf und 14,9 km mit dem längeren Oberlauf Lechfeldgraben sowie 73,2 km².[LUBW 7] Entspringt auf etwa 263 m ü. NHN in Ispringen der Kämpfelbachquelle nahe der Brunnenstraße, einer Karstquelle.
    Zuflüsse des Kämpfelbachs siehe → Kämpfelbach (Fluss)#Zuflüsse und Seen

- Angelbach, von links und Südsüdosten auf etwa 150 m ü. NHN am Ortsende von Singen, 1,5 km und ca. 1,3 km².[LUBW 6] Entsteht auf etwa 160 m ü. NHN am Nordrand des westpfinzischen Wilferdingen. Graben der linken Pfinzaue
- Bocksbach, am Oberlauf nach dem Zufluss des Klettenbachs bis etwas vor Langensteinbach auch Klettenbach[LUBW 8], von links und Südsüdwesten auf etwa 148 m ü. NHN in Pfinztal-Kleinsteinbach, 14,4 km und 31,3 km².[LUBW 7] Entsteht auf etwa 352 m ü. NHN nordwestlich von Ittersbach nahe der Pferderennbahn.
    Zuflüsse des Bocksbachs siehe → Bocksbach (Pfinz)#Zuflüsse und Seen

- Hirschbach, von links und Südwesten auf etwa 139 m ü. NHN in Pfinztal-Söllingen, 3,0 km und 4,7 km². Entsteht auf etwa 202 m ü. NHN im Wald am Gewann Brunnenbau südwestlich von Söllingen.
- Mühlkanal Schnellermühle, nach und von links auf Höhen um 135 m ü. NHN zwischen Söllingen und Pfinztal-Berghausen, über 0,1 km.
- Wöschbach, Oberlaufname Hörstergraben bis etwas nach Wöschbach, von rechts und insgesamt etwa Osten auf etwa 130 m ü. NHN am Südrand von Berghausen, 3,7 km und 6,8 km². Der Hörstergraben entsteht auf etwa 226 m ü. NHN wenig östlich von Pfinztal-Wöschbach am Südfuß des Sonnenbergs.

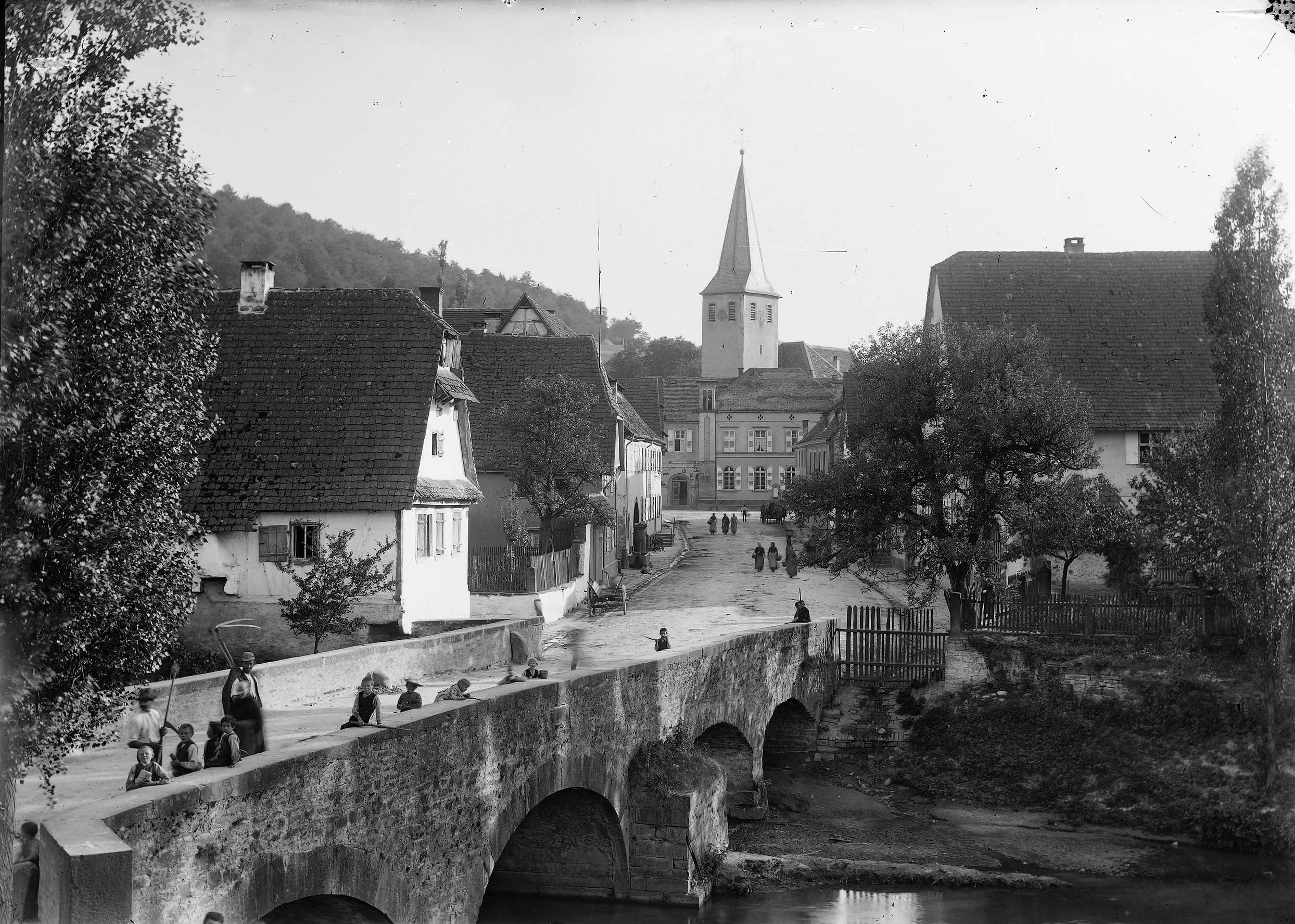
Brücke über die Pfinz in Berghausen (Fotograf: Wilhelm Kratt, 1910)

- (Bach aus dem Deisental), von rechts und Ostnordosten auf unter 130 m ü. NHN in Berghausen an der Pfinzbrücke der Jöhlinger Straße, 1,6 km und 4,2 km². Entsteht auf etwa 205 m ü. NHN neben der Kraichgaubahn etwa am Zulauf des Nebentals Sandgrubengrund.
- (Bach durchs Gifitz), von links und Süden auf unter 130 m ü. NHN in Berghausen vor der Pfinzbrücke der Bahnstrecke Mühlacker–Karlsruhe, 2,4 km und 1,1 km². Entsteht auf etwa 215 m ü. NHN nördlich des Berghausener Gewanns Am Rittnert.
- Grenzgraben, von links und Südsüdwesten auf unter 130 m ü. NHN zwischen den Pfinzbrücken der Bahnstrecke Mühlacker–Karlsruhe und der Kraichtalbahn auf der Grenze der Gemeinde Pfinztal zur Stadt Karlsruhe, 2,5 km und 1,9 km². Entsteht auf etwa 202 m ü. NHN am Flurrand des Waldes Palmer südöstlich des Rittnerthofs.

### Oberrheinische Tiefebene
- → (Abgang des Pfinz-Entlastungskanals), zur Mitte am Hühnerlochwehr (⊙,  120 m ü. NHN) westlich von Grötzingen, mündet nach 15,6 km von rechts bei Eggenstein-Leopoldshafen in den Rhein.
- → (Abgang des Nebenarms Gießbach) nach rechts ebenfalls am Hühnerlochwehr, mündet nach 4,9 km an der Bundesautobahn 5 von rechts in den Weidgraben.
- Dürrbach, von links unterhalb der Obermühle in Durlach (⊙, 118 m ü. NHN), 4,7 km und 5,4 km². Entsteht am Lamprechtshof östlich von Hohenwettersbach (⊙, 227 m ü. NHN).
- → (Abgang des Pfinzspülkanals ⊙, 115 m ü. NHN) nach links oberhalb der Brücke der Bundesautobahn 5. Durchquert den Elfmorgenbruch, setzt sich unterirdisch bis zur Einmündung in den Landgraben Ecke Durlacher Allee/Ostring fort. 1908 angelegt, um die Karlsruher Kanalisation durchspülen zu können.[4]

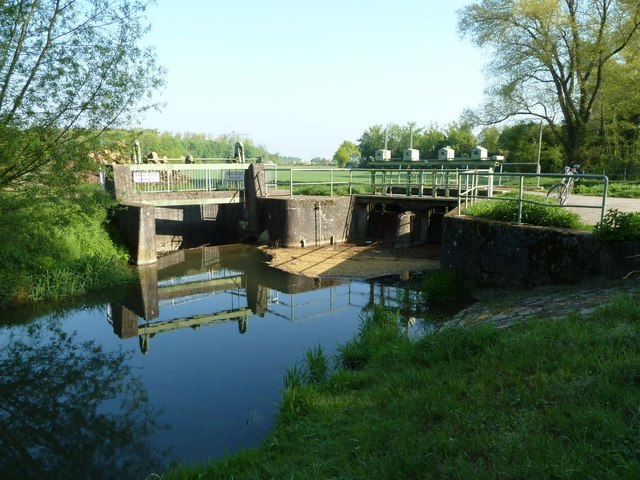
Die Pfinz am Pfinzentlastungskanal. Rechts zum Düker der Pfinz, links Überlauf zum Pfinz-Entlastungskanal

- ☓ (Unterquerung des Pfinz-Entlastungskanals, ⊙ 113 m ü. NHN) nördlich des Gewerbegebiets Rossweid bei Karlsruhe-Hagsfeld, oberhalb ist Abschlag von Pfinzwasser zum Entlastungskanal möglich.
- → (Abgang der Heglach, auch Pfinz-Heglach ⊙, 113 m ü. NHN) nach links 1 km südöstlich von Stutensee-Blankenloch. Der gesamte Abfluss der Pfinz geht im Regelfall in die Heglach.

- ↓ Fortsetzung als Pfinzkorrektion, örtlicher Name Pfinz-Überleitung, unter der GKZ 237562 als im Regelfall trockener Graben.

- Rossweidgraben von rechts (⊙, 112 m ü. NHN), 3,6 km, meist trockenliegend. Entsteht am Pfinz-Entlastungskanal (⊙, 113 m ü. NHN) und durchfließt den Füllbruch, der im Falle eines wenigstens zehnjährlichen Hochwassers der Pfinz als Retentionsraum genutzt wird, Zufluss über den Pfinz-Entlastungskanal, Abfluss über Pfinz-Überleitung.
- Gießbach von rechts (⊙, 112 m ü. NHN), 1,7 km. Meist trockenliegendes, bei der Pfisako abgetrenntes unteres Teilstück des in Grötzingen abzweigenden Gießbachs.
- Weingartener Entlastungskanal von rechts, (⊙, 112 m ü. NHN), 3,2 km. Abzweig vom Walzbach (⊙, 114 m ü. NHN) im Westen von Weingarten (Baden).
  - Weidgraben von rechts, (⊙, 112 m ü. NHN), 3,7 km. Entsteht laut AWGN am Ostrand des Gewerbegebiets Rossweid bei Hagsfeld (⊙, 113 m ü. NHN), unterquert den Pfinz-Entlastungskanal, verläuft weitgehend parallel zur Bundesautobahn 5.
    Zuflüsse des Weidgrabens siehe → Weidgraben (Weingartener Entlastungskanal)#Zuflüsse

- ↓ Fortsetzung als Pfinzkorrektion mit regelmäßiger Wasserführung.

- Alte Bach von links,(⊙, 111 m ü. NHN) 18,2 km, 15,9 km². Entsteht unweit der Schule des Karlsruher Stadtteils Grünwettersbach, (⊙, 264 m ü. NHN) verläuft ab Durlach rechts und westlich parallel zur Pfinz als Entwässerungsgraben, unterquert kurz vor ihrer Mündung die Heglach.

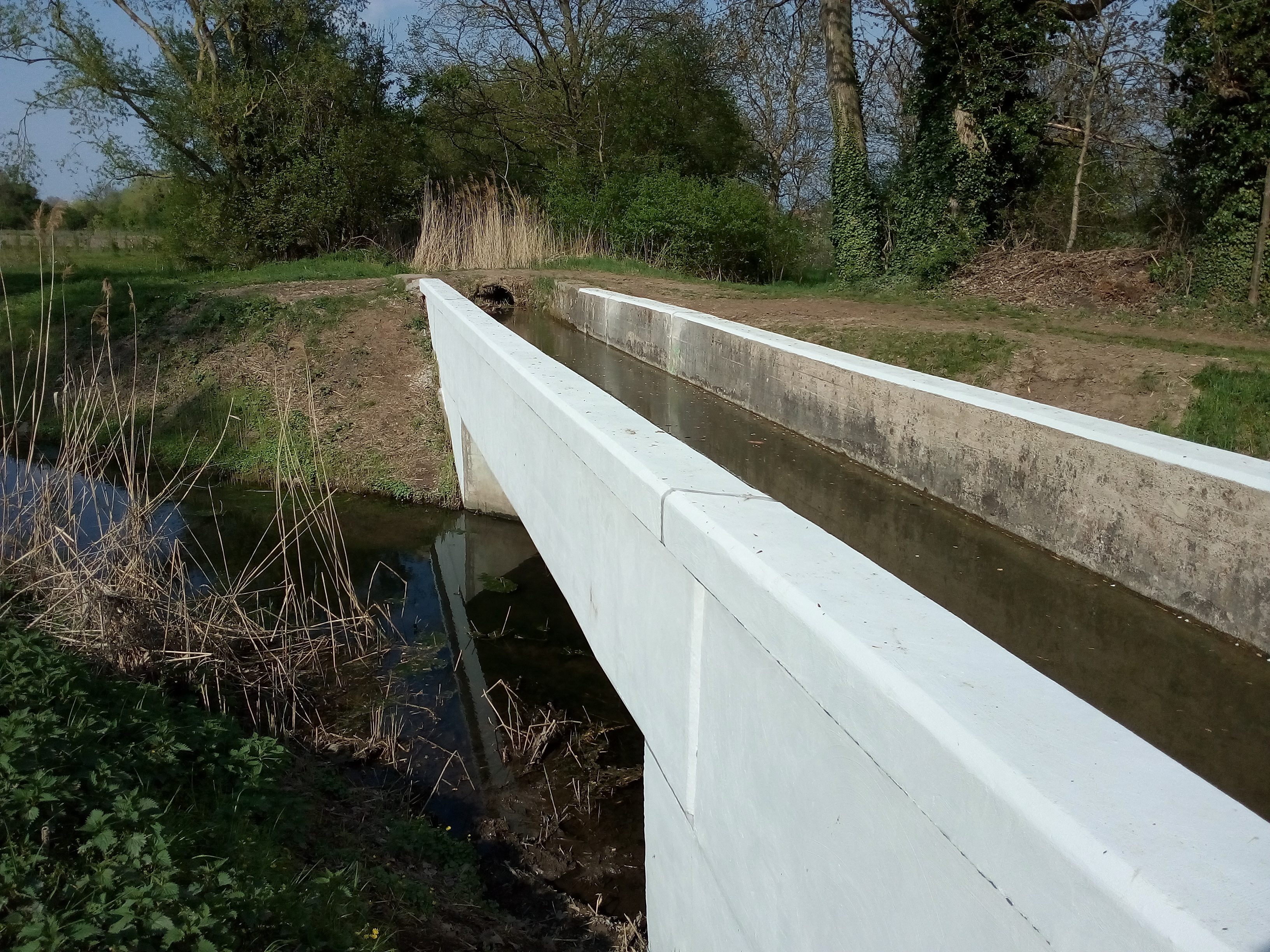
Aquädukt des Weingarter Bachs über den Neuen Kanal

- Neuer Kanal nördlich von Staffort von rechts (⊙, 110 m ü. NHN), gesamtes Einzugsgebiet 14,7 km². 1764[5] angelegt, um den sumpfigen Wald zwischen den Schwemmkegeln von Walzbach im Süden und Grombach im Norden zu entwässerm. Zur Unterquerung des hochliegenden Weingarter Bachs (siehe unten) Bau eines Aquädukts (⊙, 111 m ü. NHN) bei Staffort, heutiges Bauwerk während der Pfisako in den 1930er Jahren errichtet.[6]
  - Grombach-Entlastungskanal, rechter Quellstrang des Neuen Kanals, 3,7 km. Während der Pfisako gebaut, wird am Friedhof von Untergrombach (⊙, 115 m ü. NHN) vom Grombach abgeschlagen.
  - Grenzgraben, linker Quellstrang des Neuen Kanals, im Oberlauf Ungeheuerklamm, 6,5 km. Entsteht noch im Kraichgau bei den nordöstlich von Weingarten gelegenen Aussiedlerhöfen Sohl, (⊙, 227 m ü. NHN) durchfließt das Naturschutzgebiet Ungeheuerklamm, markiert unter dem Namen Grenzgraben die Grenze zwischen Weingarten (Baden) und Bruchsal-Untergrombach.
    - Breitwiesengraben, Gesamtlänge bis Mündung in die Pfinzkorrektion 6,0 km. Entsteht am Nordrand von Weingarten (⊙, 116 m ü. NHN), entwässert land- und forstwirtschaftlich genutztes Gebiet nördlich von Weingarten, mündet im Bronnloch von rechts in den Grenzgraben (⊙, 111 m ü. NHN).
- Walzbach (ältere Namen Dreckwalz oder Dreckwalzbach), von rechts unter dem Namen Lachengraben zwischen Spöck und Neuthard (⊙ 110 m ü. NHN), 20,5 km, 55,8 km². Quelle im Kraichgau 3 km ostsüdöstlich von Wössingen (⊙, 206 m ü. NHN), in den Waldwiesen unweit der Grenze zwischen Walzbachtal und Königsbach-Stein.
    Zuflüsse des Weidgrabens siehe → Walzbach (Pfinz)#Zuflüsse

- ↓ Fortsetzung der Pfinzkorrektion, jetzt auch unter dem Namen Pfinzkanal.
  - → (Abgang des Pfinzkanals  ⊙, 109 m ü. NHN) nach rechts,
    - Hardtgraben von rechts, (⊙, 109 m ü. NHN) Hauptstrang 5,2 km, 27,9 km². Entwässert mit diversen, teilweise längeren Nebengräben das Gebiet zwischen den Schwemmkegeln von Grombach und Saalbach sowie angrenzende Gebiete am Rand des Kraichgaus.

  - ⇟ Mündung des Pfinzkanals in den Saalbachkanal (⊙, 109 m ü. NHN) gut 1 km nordwestlich von Karlsdorf (zu Karlsdorf-Neuthard) südlich der Bundesstraße 35 und der Bruhrainbahn.

- ↓ Fortsetzung als Alte Pfinz (auch Alter Pfinzgraben, GKZ 2376932).

- ← (Rücklauf der Heglach) von links (⊙, 107 m ü. NHN) unweit des Südkopfes des Bahnhofs Graben-Neudorf im Ortsteil Graben

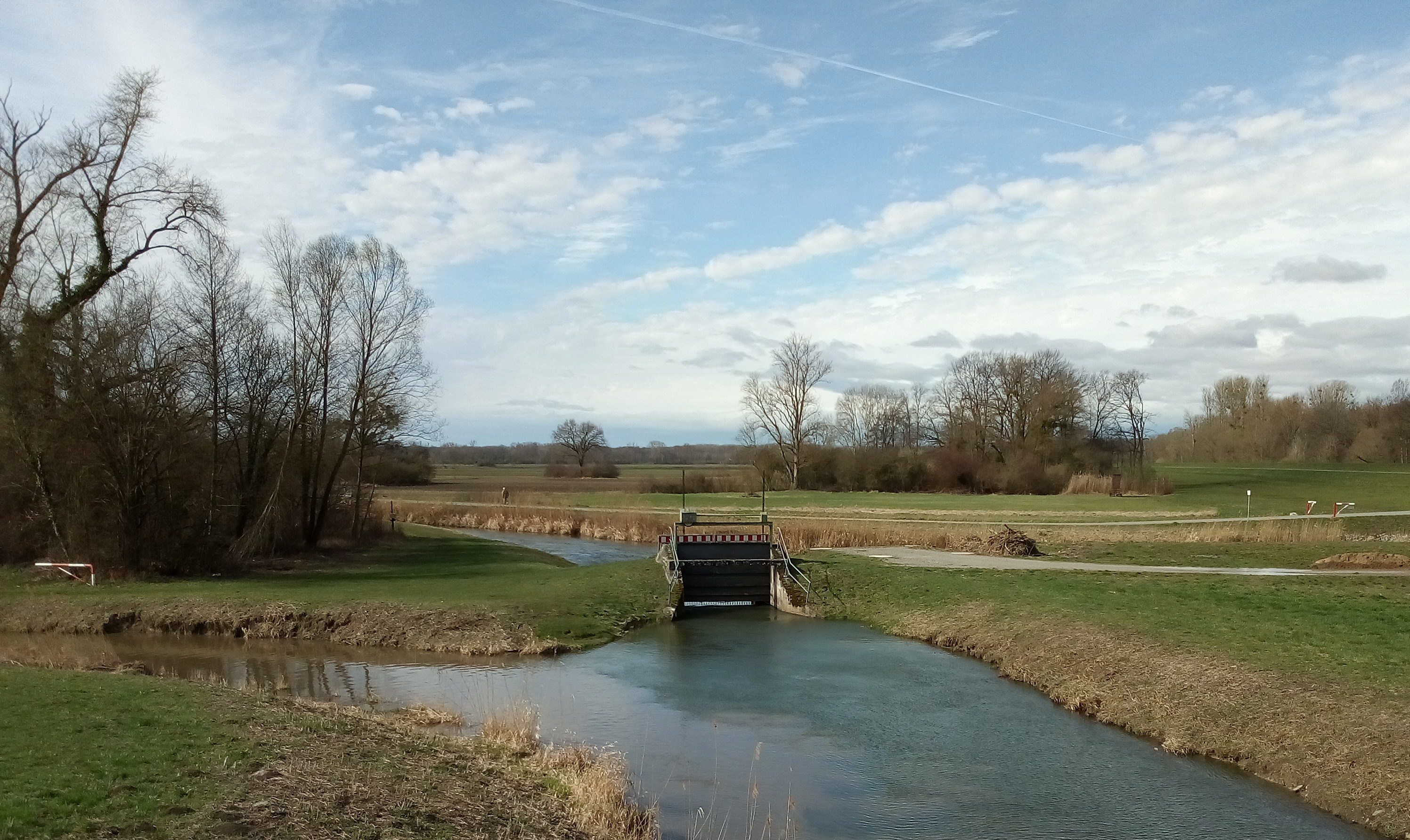
Mündung der Pfinz (von links) in den Rheinniederungskanal (durch das Wehr)

- ↓ Fortsetzung als Pfinz (GKZ 2376)

- Scheidgraben bei Rußheim von links (⊙, 98 m ü. NHN), 4,7 km. Entsteht als Erlenbruchgraben nördlich von Hochstetten (⊙, 100 m ü. NHN), entwässert das Gebiet östlich von Liedoldsheim, fällt zeitweise trocken.

Mündung in den Rheinniederungskanal von rechts und Südosten (⊙, 98 m ü. NHN), knapp 1 km westlich von Rußheim oberhalb von dessen Düker unter dem Saalbachkanal.

### LUBW
Amtliche Online-Gewässerkarte mit passendem Ausschnitt und den hier benutzten Layern: Karte von Lauf und Einzugsgebiet der Pfinz im Schwarzwald und Kraichgau

Allgemeiner Einstieg ohne Voreinstellungen und Layer: Daten- und Kartendienst der Landesanstalt für Umwelt Baden-Württemberg (LUBW) (Hinweise)
1. ↑  Länge nach dem Layer Gewässernetz (AWGN).
2. ↑  Seefläche nach dem Layer Stehende Gewässer.
3. ↑  Einzugsgebiet nach dem Layer Basiseinzugsgebiet (AWGN).
4. ↑  Höhe nach dem Höhenlinienbild auf dem Hintergrundlayer Topographische Karte; in der Oberrheinischen Tiefebene Höhen ermittelt aus dem Digitalen Geländemodell der Online-Gewässerkarte.
5. ↑  Länge abgemessen auf dem Hintergrundlayer Topographische Karte.
6. 1 2 3 4 5 6 7 8 9 10  Einzugsgebiet abgemessen auf dem Hintergrundlayer Topographische Karte.
7. 1 2  Einzugsgebiet nach dem Layer Aggregierte Gebiete 05.
8. ↑  Name Klettenbach für den ersten Bocksbach-Zufluss und den Bocksbach-Lauf von dort an noch weiter abwärts nach den Messtischblättern
  - 7116 Bernbach von 1905 und
  - 7117 Neuenbürg von 1907

in der Deutschen Fotothek.
Gewannnamen Klettenbach finden sich am Bocksbach auf dem Layer Liegenschaft und Gewässer noch bis östlich von Spielberg und südlich von Langensteinbach.

### Andere Belege
1. ↑  Angaben zur Wasserführung in Karten bei: Dieter Hassler (Hrsg.): Wässerwiesen: Geschichte, Technik und Ökologie der bewässerten Wiesen, Bäche und Gräben in Kraichgau, Hardt und Bruhrain. Verlag Regionalkultur, Ubstadt-Weiher 1995, ISBN 3-929366-20-7, S. 221, 251.
2. 1 2  Informationstafel Radrundweg Remchingen am Ententeich, Stand 15. Juni 2019.
3. ↑  Otto Bickel: Remchingen. Geschichte seiner Ortsteile und der Adelsfamilie gleichen Namens. Bürgermeisteramt Remchingen, Remchingen 1997, S. 417.
4. ↑  Günther Malisius: Die Pfinz: Einst Lebensader, jetzt Naherholung und immer wieder korrigiert. (=Beiträge zur Geschichte Durlachs und des Pfinzgaus, Band 5). Freundeskreis Pfinzgaumuseum, Historischer Verein Durlach e.V. (Hrsg.). Verlag Regionalkultur, Ubstadt-Weiher 2011, ISBN 978-3-89735-681-8. S. 56 f.
5. ↑  Dieter Hassler: Tausend Jahre Mühe und kein Ende. Die Geschichte des Bachbaus in Kraichgau, Hardt und Bruhrain. In: Hassler, Wässerwiesen, S. 40–61, hier S. 52.
6. ↑  Michael Hassler: Exkursionsvorschläge zu Wiesen und Bächen. In: Hassler, Wässerwiesen, S. 389–395, hier  S. 392–394.